# ルディ・ペヴェナーフ
ルディ・ペヴェナーフ（Rudy Pevenage、1954年6月15日 - ）は、ベルギー、ムルベク出身の元自転車競技（ロードレース）選手。

## 来歴
1977年
- ロンド・ファン・ネデルラント 総合3位

1978年
- ロンド・ファン・ネデルラント 総合3位

1979年
- ツール・ド・スイス 総合2位

1980年
- ツール・ド・フランス
  -  ポイント賞
  -  中間スプリント賞（キャッチポイント賞）
  - 区間1勝(第2)

1981年
- ドライヴェンクルス・オヴェライス 優勝
- ツール・デュ・ノール＝ウエス・ド・ラ・スイス 優勝
- オムロープ・ファン・ヘット・ハウトラント 優勝

1982年
- ロンド・ファン・フラーンデレン 3位

1985年
- ジロ・デ・イタリア チームタイムトライアル（第2）勝利

1988年、引退。
その後、現場指導者として活動。
2006年、当時T-モバイルに在籍していたヤン・ウルリッヒのドーピング疑惑に関連して、オペラシオン・プエルトの首謀者であると考えられるエウフェミアーノ・フエンテスと接触していたことが明らかになったため、同年7月に同チームから解雇された。